# Сложнозубая летяга
Сложнозубая летяга (лат. Trogopterus xanthipes) — вид грызунов из семейства беличьих Sciuridae. Единственный вид в роде Trogopterus. Встречается в южных китайских провинциях Хубэй, Хунань, Гуйчжоу, Сычуань и Юньнань. 
Названа из-за своих зубов, которые отличаются от зубов других видов белок-летяг.

## Описание
Сложнозубая летяга очень похожа на других белок-летяг, но с характерным пучком черных волос ниже основания уха. Мех обычно серо-коричневый, на брюшной стороне тела белый. Морда и хвост имеют легкий красноватый оттенок. Общая длина около 60 см, из них хвост составляет примерно половину.

## Сохранение
Сложнозубая летяга считается видом близкие к уязвимому положению, поскольку популяция сокращается в результате потери среды обитания и чрезмерной охоты ради пропитания и добычи ингредиентов традиционной китайской медицины. Из помета белки-летяги делают чай, который используется в традиционной медицине в некоторых частях Китая.

## Биология и размножение
Сложнозубая летяга строит гнезда на утесах, обычно на высоте около 30 м над землей. Они обитают в гористой местности на высоте от 1300 до 1500 м над уровнем моря, а по некоторым источникам даже до 2750 м. Их образ жизни — ночной; они покидают свои гнезда на ночь в поисках пищи, например орехов, фруктов и листьев. Они становятся половозрелыми примерно в 22 месяца. В помете может быть до четырех детенышей, а беременность длится примерно от 80 до 90 дней. В неволе живут от десяти до двенадцати лет.

## Таксономия
Хотя было описано пять видов рода Trogopterus, в настоящее время считается, что все они относятся к одному виду: Trogopterus xanthipes. Волосатоногая летяга (Belomys pearsoni) состоит с ней в близком родстве, и может быть переведена в род Trogopterus.

## Медицинский и коммерческий интерес
Этот вид добывается ради мяса, а также отлавливается для сбора фекалий, которые ценится в традиционной китайской медицине как «жир пяти духов» (кит. трад. 五靈脂, упр. 五灵脂, пиньинь wǔ líng zhī, палл. улинчжи). Они используется при лечении язвы двенадцатиперстной кишки. Недавно были проведены исследования, чтобы узнать, есть ли в фекалиях компоненты, представляющие возможный медицинский интерес. Сообщалось об антитромботических флавоноидах. Различные дитерпеноиды, как известные, так и неизвестные, были оценены на цитотоксичность в отношении линий опухолевых клеток человека и, таким образом, содержат различные неолигнаны, классифицируемые как трогоптерины. Хотя ни одно из соединений не показало клинически значимой активности против важных линий опухолевых клеток, некоторые из них действительно вызывали заметные цитотоксические эффекты, что свидетельствует об источнике лигнанов с цитотоксической активностью.